# Nấm tóc
Nấm tóc là một bệnh nhiễm nấm ngoài da (bệnh nấm da) trên da đầu. Bệnh chủ yếu là do nấm sợi thuộc loài Trichophyton và Microsporum xâm nhập vào sợi tóc. Triệu chứng lâm sàng thường là một hoặc nhiều mảng tóc rụng, đôi khi xuất hiện 'chấm đen' mô hình (thường do rụng tóc), kèm theo viêm, bong vảy, mủ và ngứa. Không phổ biến ở người lớn, nấm tóc chủ yếu xuất hiện trước khi dậy thì và hay gặp ở trẻ nam hơn là trẻ nữ.

## Triệu chứng
Các triệu chứng có thể bao gồm dày da, đóng vảy, và đôi khi sưng, hoặc lan rộng thành hình nhẫn màu đỏ. Triệu chứng thường gặp nhất là rất ngứa da đầu, gàu, và mảng hói nơi nhiễm nấm. Biểu hiện tương tự như gàu hoặc viêm da tiết bã (viêm da dầu). Tỷ lệ mắc cao nhất ở Hoa Kỳ là trẻ nam tuổi học đường.
nhỏ|366x366px|Hình ảnh nấm da đầu mà nhiều người hay gặp phải nhiều gầu trắng, bong vảy, ngứa và có xu hướng lan rộng
Có ba loại nấm tóc bao gồm nấm xén tóc, nấm làm trụi tóc và favus; dựa trên những nguyên nhân, và bản chất của các triệu chứng. Trong nấm xén tóc, các tổn thương là một sẩn đỏ nhỏ xung quanh một sợi tóc mà sau này sẽ trở thành vảy; cuối cùng sợi gãy ở đoạn 1–3 mm trên da đầu. Bệnh chủ yếu gây ra bởi Microsporum audouinii, nhưng ở châu Âu, M. canis là nguyên nhân thường gặp hơn. Nguồn gốc của nấm này là thường mèo bị bệnh, nó có thể lây lan từ người này sang người qua tiếp xúc da, hay dùng chung bàn chải và lược. Tại Hoa Kỳ, nấm làm trụi tóc thường gây ra bởi Trichophyton tonsurans, trong khi T. violaceum phổ biến hơn ở Đông Âu Châu Phi và Ấn Độ. Nấm này gây ra các mảng da khô, không viêm có xu hướng thành hình góc cạnh. Khi sợi tóc rụng nang tóc vẫn còn, để lại các chấm đen. Favus được gây ra bởi T. schoenleinii, đặc thù ở Nam Phi và Trung Đông. Triệu chứng đặc trưng là các vảy tiết vàng, tròn, bong vỏ (scutula) các mảng này hợp lại tạo thành hình như tổ ong ngang kích thước của một hạt đậu với một sợi tóc ở trung tâm. Do tăng kích thước và bong vảy, vì vậy đặc trưng tổn thương chỉ có thể được nhìn thấy xung quanh vảy.